# Guignardia perpusilla
Guignardia perpusilla är en svampart som först beskrevs av Jean Baptiste Desmazières, och fick sitt nu gällande namn av Verpl. 1939. Guignardia perpusilla ingår i släktet Guignardia och familjen Botryosphaeriaceae.   Inga underarter finns listade i Catalogue of Life.